# Alexandre Schanne
Alexandre Louis Schanne, né le 22 décembre 1823 à Paris et mort le 12 mai 1887 dans cette même ville, est un peintre, graveur, musicien et poètre français, proche à ses débuts de la bohème.

## Biographie
Alexandre Schanne est le fils d’un négociant, fabricant de jouets dans le Marais. Quand celui-ci mourut, Alexandre Schanne prit la succession de son père. Il fut peintre, musicien, graveur et poète. Il a fourni à Henry Murger le modèle du peintre Schaunard dans le roman Scènes de la vie de bohème (1851).
Schanne expose au Salon de Paris en 1850, une huile sur toile intitulée Portrait de Mme Pierre.

## Œuvre
- Portrait-charge de Champfleury assis sur une chaise, de profil à gauche, fusain, 1850, département des arts graphiques du musée du Louvre[3].
- Souvenirs de Schaunard, Paris, Charpentier, 1886 – lire en ligne sur Gallica

### Compositions
- Chanson d'hiver, avec piano, paroles de Henry Murger.
- La Soupe au fromage, chansonnette avec piano (Chants et chansons de la Bohème).
- Hymne à l'harmonie, paroles d'Ernest Massen, éd. H. Rohdé [1869].
- Le Chemin abandonné, paroles d'Édouard Plouvier, pour une voix et piano, éd. Grus [1876].
- Impromptu, paroles d'Abel Vallette, Paris, imp. de Delay [1880].
- Violettes, paroles d'Abel Vallette, Paris, imp. de Delay [1880].